# Congrés Mundial d'Esperanto

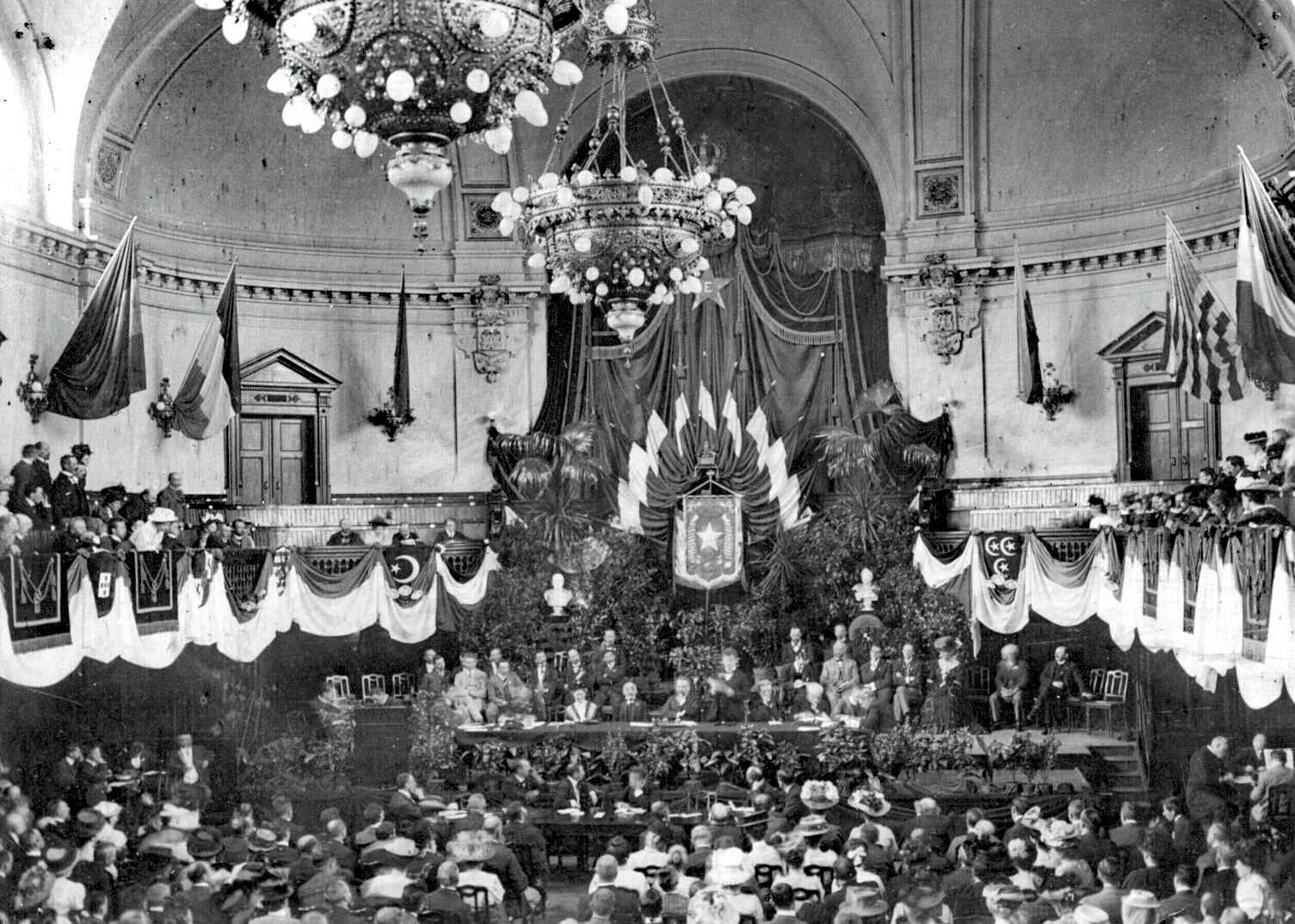
Dresden 1908

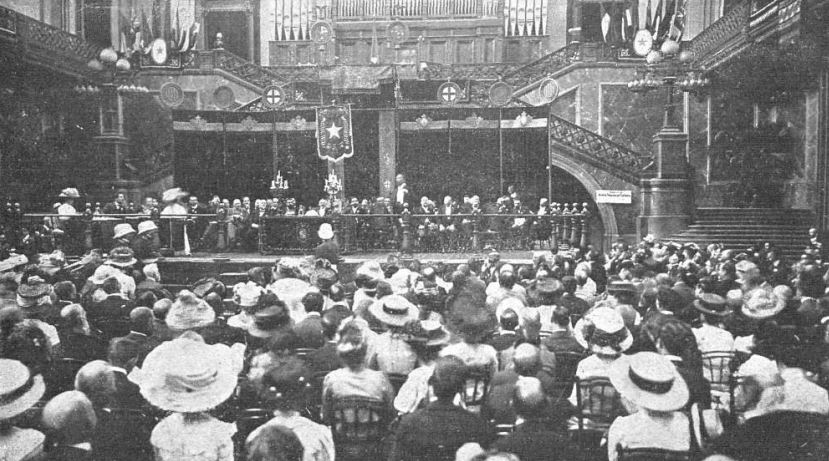
Barcelona 1909

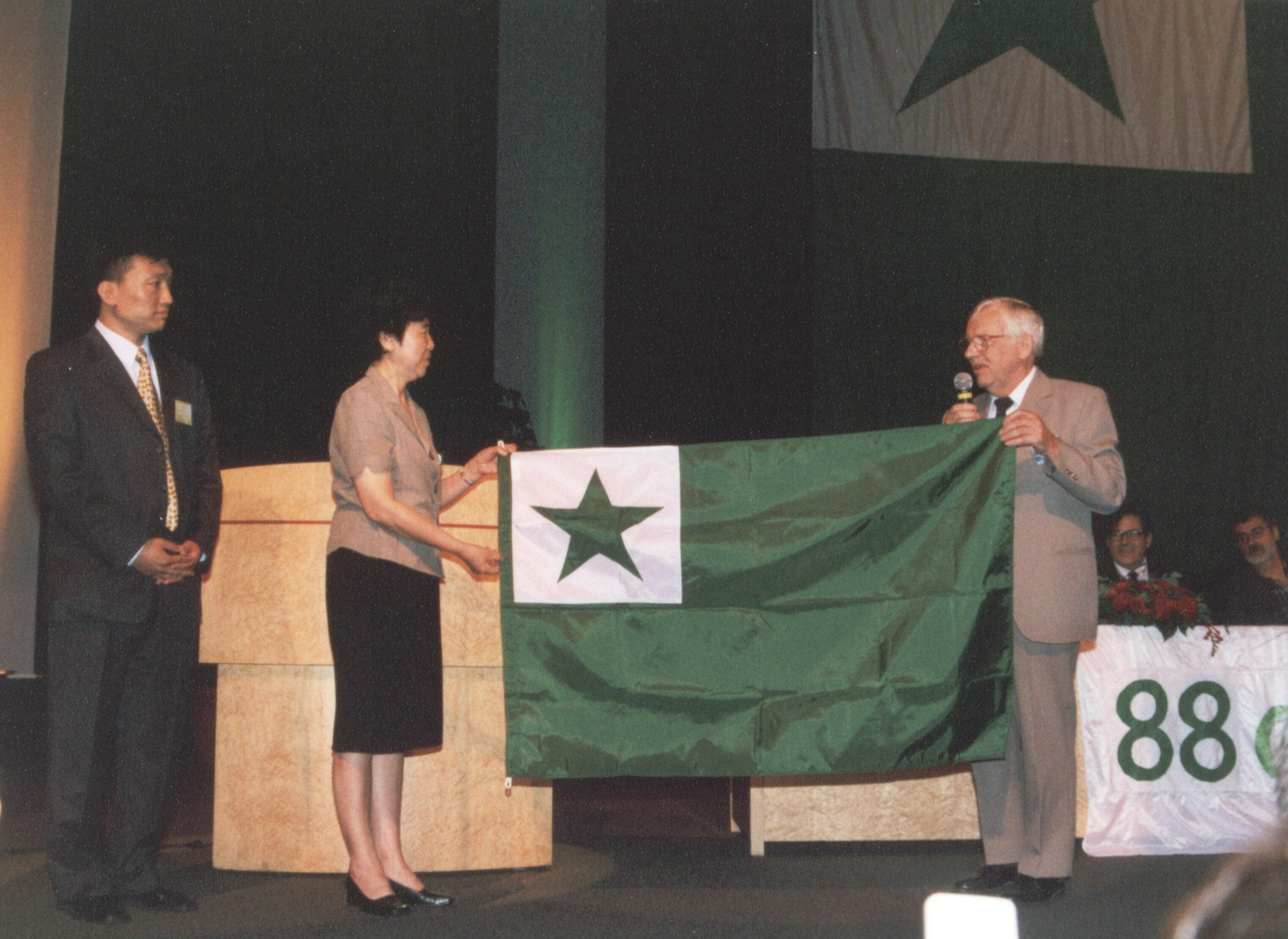
Göteborg 2003

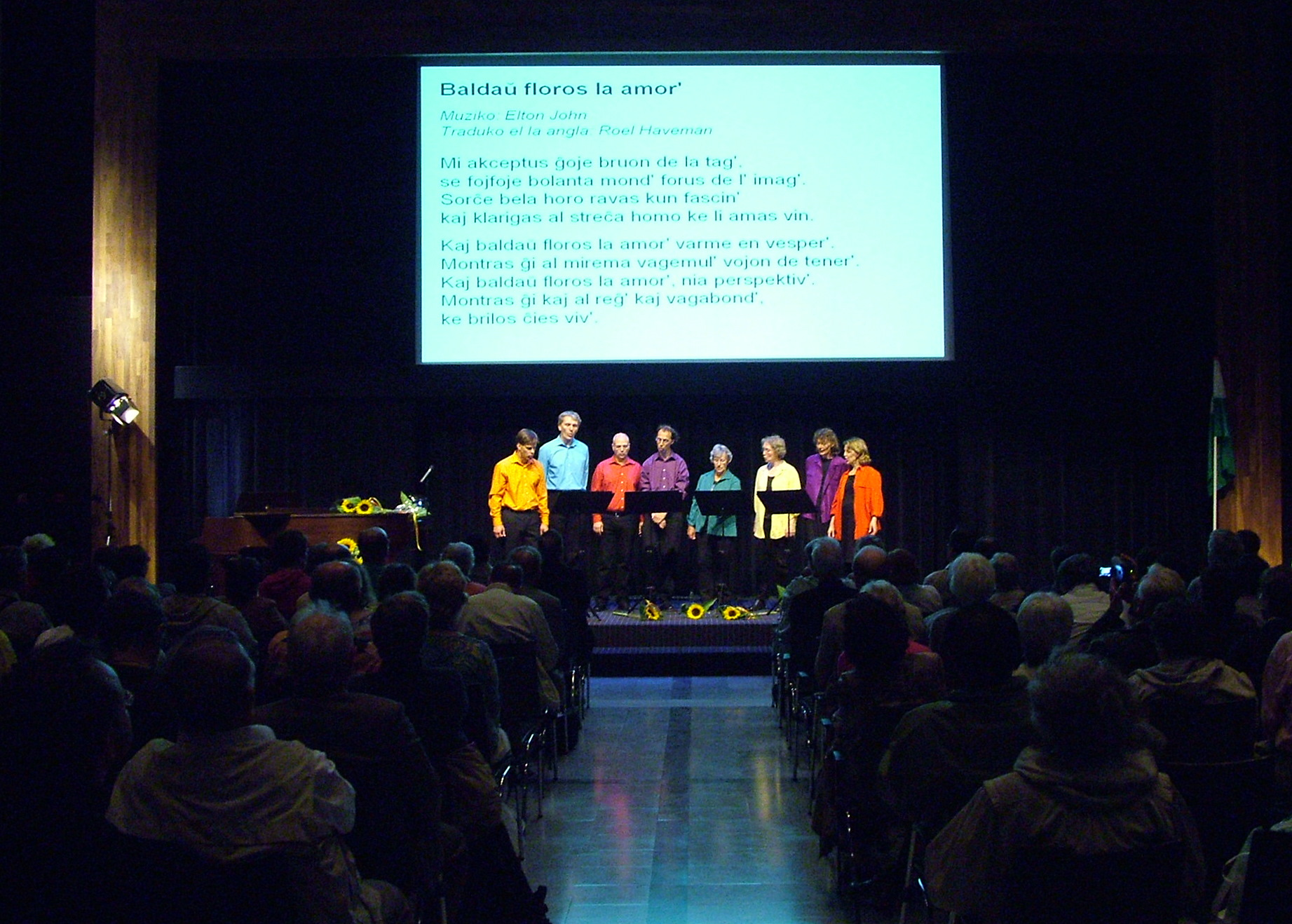
Rotterdam 2008

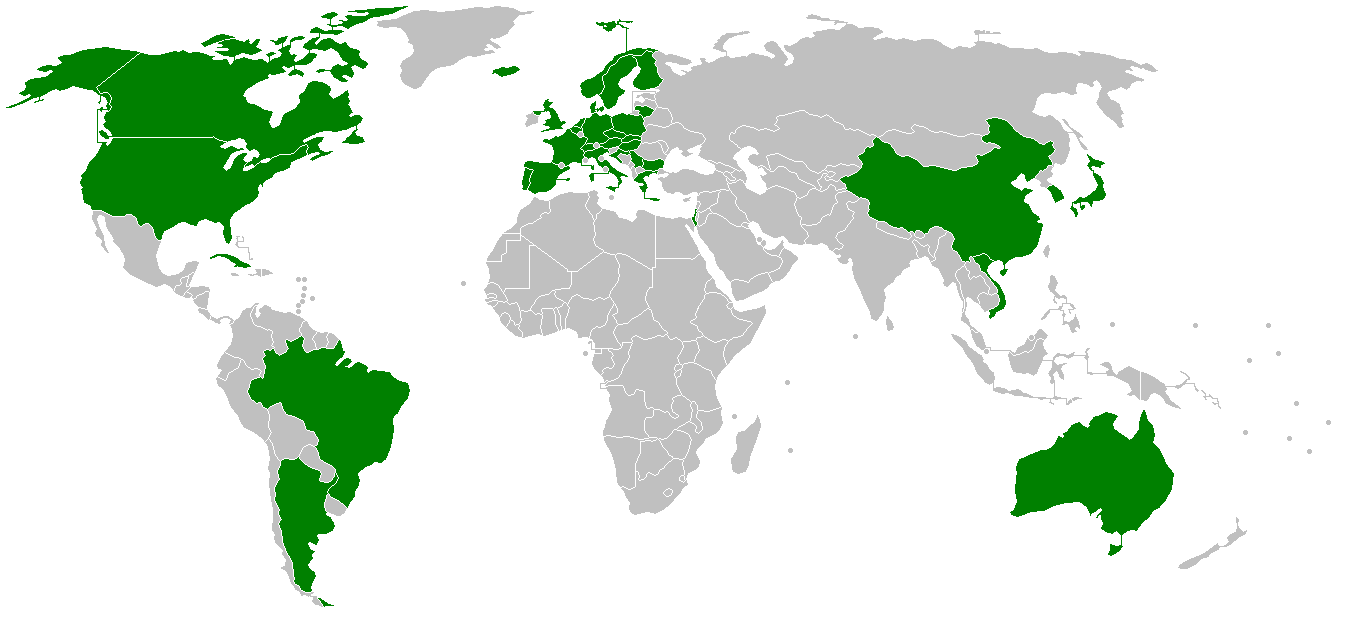
Països on s'ha celebrat el Congrés Mundial d'Esperanto (fins al 1905-2019).

El Congrés Universal d'Esperanto (esperanto: Universala Kongreso d'Esperanto) té la més llarga tradició d'entre les convencions internacionals d'aquesta llengua auxiliar internacional, i s'ha organitzat gairebé ininterrompudament durant més de cent anys. Els congressos s'han organitzat cada any des de 1905, excepte durant les Guerres mundials. L'Associació Universal d'Esperanto ha estat organitzant aquestes trobades des de 1920. Els congressos s'organitzen any a any i reuneixen 2000 participants de mitjana (des de la Segona Guerra Mundial; la quantitat ha oscil·lat entre els 700 i 6000 depenent del punt de reunió). El nombre mitjà de països representats és de 60. El Congrés Mundial se celebra normalment entre l'última setmana de juliol i la primera d'agost, iniciant-se i acabant-se un dissabte (8 dies en total). La cinquena edició es va celebrar a Barcelona l'any 1909.
| Any                    | Ciutat           | País | Núm. de participants                     |
| ---------------------- | ---------------- | --- | ---------------------------------------- |
| 2024                   | Arusha           | Tanzània |                                          |
| 2023                   | Torí             | Itàlia |                                          |
| 2022                   | Mont-real        | Canadà | 859                                      |
| 2021                   | Internet         | El Congrés estava previst originalment que tingués lloc a Belfast, però es va cancel·lar a causa de la Pandèmia de Covid-19   | 1853                                     |
| 2020                   | Internet         | El Congrés estava previst originalment que tingués lloc a Mont-real, però es va cancel·lar a causa de la Pandèmia de Covid-19 | 2006                                     |
| 2019                   | Lahti            | Finlàndia | 917                                      |
| 2018                   | Lisboa           | Portugal | 1567                                     |
| 2017                   | Seül             | Corea del Sud | 1173                                     |
| 2016                   | Nitra            | Eslovàquia | 1252                                     |
| 2015                   | Lilla            | França | 2698                                     |
| 2014                   | Buenos Aires     | Argentina | 706                                      |
| 2013                   | Reykjavík        | Islàndia | 1034                                     |
| 2012                   | Hanoi            | Vietnam | 866                                      |
| 2011                   | Copenhaguen      | Dinamarca | 1458                                     |
| 2010                   | L'Havana         | Cuba | 1002                                     |
| 2009                   | Białystok        | Polònia | 1860                                     |
| 2008                   | Rotterdam        | Països Baixos | 1845                                     |
| 2007                   | Yokohama         | Japó | 1901                                     |
| 2006                   | Florència        | Itàlia | 2209                                     |
| 2005                   | Vílnius          | Lituània | 2235                                     |
| 2004                   | Pequín           | R.P. de la Xina | 2031                                     |
| 2003                   | Göteborg         | Suècia | 1791                                     |
| 2002                   | Fortaleza        | Brasil | 1484                                     |
| 2001                   | Zagreb           | Croàcia | 1691                                     |
| 2000                   | Tel-Aviv         | Israel | 1212                                     |
| 1999                   | Berlín           | Alemanya | 2712                                     |
| 1998                   | Montpeller       | França | 3133                                     |
| 1997                   | Adelaida         | Austràlia | 1224                                     |
| 1996                   | Praga            | Txèquia | 2972                                     |
| 1995                   | Tampere          | Finlàndia | 2443                                     |
| 1994                   | Seül             | Corea del Sud | 1776                                     |
| 1993                   | València         | Espanya | 1863                                     |
| 1992                   | Viena            | Àustria | 3033                                     |
| 1991                   | Bergen           | Noruega | 2400                                     |
| 1990                   | L'Havana         | Cuba | 1617                                     |
| 1989                   | Brighton         | Regne Unit | 2280                                     |
| 1988                   | Rotterdam        | Països Baixos | 2321                                     |
| 1987                   | Varsòvia         | Polònia | 5946                                     |
| 1986                   | Pequín           | R.P. de la Xina | 2482                                     |
| 1985                   | Augsburg         | RFA | 2311                                     |
| 1984                   | Vancouver        | Canadà | 802                                      |
| 1983                   | Budapest         | Hongria | 4834                                     |
| 1982                   | Antwerpen        | Bèlgica | 1899                                     |
| 1981                   | Brasília         | Brasil | 1749                                     |
| 1980                   | Estocolm         | Suècia | 1807                                     |
| 1979                   | Lucerna          | Suïssa | 1630                                     |
| 1978                   | Varna            | Bulgària | 4414                                     |
| 1977                   | Reykjavík        | Islàndia | 1199                                     |
| 1976                   | Atenes           | Grècia | 1266                                     |
| 1975                   | Copenhaguen      | Dinamarca | 1227                                     |
| 1974                   | Hamburg          | RFA | 1651                                     |
| 1973                   | Belgrad          | Iugoslàvia | 1638                                     |
| 1972                   | Portland         | Estats Units | 923                                      |
| 1971                   | Londres          | Regne Unit | 2071                                     |
| 1970                   | Viena            | Àustria | 1987                                     |
| 1969                   | Hèlsinki         | Finlàndia | 1857                                     |
| 1968                   | Madrid           | Espanya | 1769                                     |
| 1967                   | Rotterdam        | Països Baixos | 1265                                     |
| 1966                   | Budapest         | Hongria | 3975                                     |
| 1965                   | Tòquio           | Japó | 1710                                     |
| 1964                   | La Haia          | Països Baixos | 2512                                     |
| 1963                   | Sofia            | Bulgària | 3472                                     |
| 1962                   | Copenhaguen      | Dinamarca | 1550                                     |
| 1961                   | Harrogate        | Regne Unit | 1646                                     |
| 1960                   | Brussel·les      | Bèlgica | 1930                                     |
| 1959                   | Varsòvia         | Polònia | 3256                                     |
| 1958                   | Magúncia         | RFA | 2021                                     |
| 1957                   | Marsella         | França | 1468                                     |
| 1956                   | Copenhaguen      | Dinamarca | 2200                                     |
| 1955                   | Bolonya          | Itàlia | 1687                                     |
| 1954                   | Haarlem          | Països Baixos | 2353                                     |
| 1953                   | Zagreb           | Iugoslàvia | 1760                                     |
| 1952                   | Oslo             | Noruega | 1614                                     |
| 1951                   | Múnic            | RFA | 2040                                     |
| 1950                   | París            | França | 2325                                     |
| 1949                   | Bournemouth      | Regne Unit | 1534                                     |
| 1948                   | Malmö            | Suècia | 1761                                     |
| 1947                   | Berna            | Suïssa | 1370                                     |
| Segona Guerra Mundial  |                  | |                                          |
| 1939                   | Berna            | Suïssa | 765                                      |
| 1938                   | Londres          | Regne Unit | 1602                                     |
| 1937                   | Varsòvia         | Polònia | 1120                                     |
| 1936                   | Viena            | Àustria | 854                                      |
| 1935                   | Roma             | Itàlia | 1442                                     |
| 1934                   | Estocolm         | Suècia | 2042                                     |
| 1933                   | Colònia          | Alemanya | 950                                      |
| 1932                   | París            | França | 1650                                     |
| 1931                   | Cracòvia         | Polònia | 900                                      |
| 1930                   | Oxford           | Regne Unit | 1211                                     |
| 1929                   | Budapest         | Hongria | 1200                                     |
| 1928                   | Antwerpen        | Bèlgica | 1494                                     |
| 1927                   | Danzig           | Ciutat de Danzig | 905                                      |
| 1926                   | Edimburg         | Escòcia | 960                                      |
| 1925                   | Ginebra          | Suïssa | 953                                      |
| 1924                   | Viena            | Àustria | 3400                                     |
| 1923                   | Nuremberg        | Alemanya | 4963                                     |
| 1922                   | Hèlsinki         | Finlàndia | 850                                      |
| 1921                   | Praga            | Txecoslovàquia | 2561                                     |
| 1920                   | La Haia          | Països Baixos | 408                                      |
| Primera Guerra Mundial |                  | |                                          |
| 1915                   | San Francisco    | Estats Units | 163                                      |
| 1914                   | París            | França | cancel·lat per la Primera Guerra Mundial |
| 1913                   | Berna            | Suïssa | 1203                                     |
| 1912                   | Cracòvia         | Àustria-Hongria | 1000                                     |
| 1911                   | Antwerpen        | Bèlgica | 1800                                     |
| 1910                   | Washington D.C   | Estats Units | 357                                      |
| 1909                   | Barcelona        | Catalunya | 1500                                     |
| 1908                   | Dresden          | Alemanya | 1500                                     |
| 1907                   | Cambridge        | Regne Unit | 1317                                     |
| 1906                   | Ginebra          | Suïssa | 1200                                     |
| 1905                   | Boulogne-sur-Mer | França | 688                                      |